# 英屬西佛羅里達
英屬西佛羅里達（英語：British West Florida）從1763年到1783年一直是大不列顛王國的殖民地，1783年作為《巴黎條約》的一部分割讓給西班牙。
英屬西佛羅里達包括現代美國的路易斯安那州、密西西比州、阿拉巴馬州和佛羅里達州的部分地區。1781年，西班牙佔領彭薩科拉，英國的有效控制結束。該領土隨後成為西班牙的殖民地，其中部分地區從1810年開始逐漸被美國併吞。

## 歷史
1762年，七年戰爭期間，英國遠征軍襲擊並佔領了古巴首都哈瓦那。為了確保英國歸還這座寶貴的城市，西班牙同意根據1763年《巴黎條約》將其位於佛羅里達的領土割讓給戰勝國英國。法國將新法蘭西的大部分領土割讓給英國，包括密西西比河以東的領土（奧爾良島除外）、曼恰克河以南地區和包括新奧爾良市在內的阿米特河以南地區。
英國將這片北美大陸南部地區劃分為兩個獨立的殖民地：東佛羅里達州，首府為聖奧古斯丁；西佛羅里達州，首府為彭薩科拉。佛羅里達州的許多西班牙居民被疏散到古巴，新的英國定居者抵達，其中包括一些來自十三殖民地的人。
1763年，英國軍隊抵達並佔領彭薩科拉。喬治·約翰斯通(George Johnstone)被任命為第一任英國總督，並於1764年成立了殖民地議會。 該殖民地的結構是仿照英屬美洲而建的，與東佛羅里達州幾乎沒有什麼發展和人口增長相比，西佛羅里達州在英國接管後的幾年裡開始繁榮，成千上萬的新移民來到此地利用此地的有利條件。被任命到佛羅里達州的官員向倫敦當局請願在西佛羅里達州建造教堂和牧師住宅，提供聖經和祈禱書，並幫助移民至西佛羅里達州的英國人支付他們前往殖民地的旅費。
西佛羅里達州被邀請派代表參加第一屆大陸會議，該會議的召開是為了向英國國王喬治三世表達殖民地對英國國會的不滿，但西佛羅里達州與包括東佛羅里達州在內的其他幾個殖民地一起拒絕了邀請。美國獨立戰爭爆發後，絕大多數殖民者仍然忠於英國王室。1778年，威林遠征隊率領一小支部隊沿密西西比河而下，洗劫莊園，直到最後被當地民兵擊敗。此後，該地區得到了少量的英國增援部隊。
在阿蘭胡埃斯簽署協議後，西班牙加入了美國獨立戰爭，站在法國這邊，但不站在十三殖民地那邊。貝爾納多·德·加爾韋斯領導下的西班牙軍隊佔領了巴吞魯日和莫比爾。1781年，西班牙佔領了彭薩科拉。作為1783年巴黎條約的一部分，英國將西佛羅里達和東佛羅里達的領土割讓給西班牙。